# Jochen Wiegandt
Jochen Wiegandt (* 1947 in Güstrow) ist ein deutscher Volkssänger, Liedermacher und Unterhaltungskünstler.

## Leben
Bereits als Kind kam Jochen Wiegandt mit seiner Familie nach Westdeutschland, wo sie nach mehreren Ortswechseln 1964 schließlich in Hamburg ansässig wurde. Ab Mitte der 1960er Jahre begann Wiegandt Musik zu machen, er spielte in einem Posaunenchor, einer Jazzband und einer Skiffle-Group, bevor er 1969 mit Freunden die Irish Folk-Gruppe Tramps & Hawkers gründete. 1975 folgte gemeinsam mit Anselm Noffke und Jörg Ermisch die Gründung der norddeutschen Folkgruppe Liederjan. 1980 begann er mit dem Schreiben eigener Songs und gastiert seit 1983 mit Soloprogrammen in unterschiedlichen Einrichtungen. Einen Teil seines Schaffens bezeichnet er selbst scherzhaft als „Liederatur“.
Neben CDs mit plattdeutschen Volksliedern veröffentlicht Jochen Wiegandt, der sich selber als Lieder-Sammler und Geschichten-Jäger bezeichnet, Liederbücher mit Texten, Noten und Lexika aus Hamburg, Schleswig-Holstein und Mecklenburg-Vorpommern. Gemeinsam mit dem Hamburger Abendblatt, NDR 90,3 und dem NDR Hamburg Journal entstand auf der Grundlage von Hörer- und Leserpost 2013 das Buch Singen Sie Hamburgisch?.
Jochen Wiegandt arbeitet auch für Hörfunk und Fernsehen. Von 1994 bis 2001 war er Gastgeber der N3-Musiksendung Bi uns to Hus. Weiter trat er in verschiedenen Fernsehformaten als Sänger auf. Wiegandt moderierte im Wechsel mit anderen Kollegen die von NDR 90,3 ausgestrahlte Hörfunksendung Sonntakte und ist dort in den Sendungen Wi snackt Platt und dem Hamburger Hafenkonzert zu hören.
Am 23. November 2015 sang er bei der Trauerfeier für Helmut Schmidt in der Hamburger Hauptkirche St. Michaelis, sich selbst auf der Gitarre begleitend, das Lied Min Jehann, ein Gedicht von Klaus Groth.
Der mit einigen Preisen ausgezeichnete Künstler lebt in Hamburg.

## Auszeichnungen
- 1997: Bad Bevensen-Preis
- 2005: Niederdeutscher Literaturpreis der Stadt Kappeln
- 2021: Plattdeutsches Buch des Jahres 2020/21 für Hool dien Muul un sing mit![7][8]

## Veröffentlichungen (Auswahl)
- An de Eck steiht’n Jung mit’n Tüdelband. Hamburger Liederbuch. Dölling und Galitz, Hamburg 1993, ISBN 3-926174-60-9 (= Jochen Wiegandts Liedertafel, Band 1).
- Dor bin ick to Hus. Liederbuch für Schleswig-Holstein. Dölling und Galitz, Hamburg 1996, ISBN 3-930802-27-9 (= Jochen Wiegandts Liedertafel, Band 2).
- (als Mit-Hrsg. mit Dagmar Deuring): Hawa Naschira. Dölling und Galitz, Hamburg 2001, ISBN 3-930802-63-5 (Liederbuch der Talmud-Thora Schule, Hamburg; Nachdruck der Erstausgabe „Hawa naschira! Auf! Laßt uns singen!“ Liederbuch für Unterricht, Bund und Haus, herausgegeben von Joseph Jacobsen und Erwin Jospe. Anton J. Benjamin Musikverlag, Leipzig und Hamburg 1935).
- Kennt ji all dat niege Leed? Liederbuch für Mecklenburg-Vorpommern. Lieder und Lexikon. Dölling und Galitz, Hamburg 2003, ISBN 3-930802-95-3 (= Jochen Wiegandts Liedertafel, Band 3).
- (mit Eva Becher und Wolfgang A. Mayer, Hrsg.): So lang der alter Peter … Münchner Liederbuch. Lieder und Lexikon. Dölling und Galitz, Hamburg und München 2008, ISBN 978-3-937904-23-8 (= Jochen Wiegandts Liedertafel, Band 4).
- (als Mit-Hrsg. mit Frank Baier): „Glück auf!“ Liederbuch Ruhr. Lieder und Lexikon. Klartext, Essen 2012, ISBN 978-3-8375-0645-7 (= Jochen Wiegandts Liedertafel, Band 5).
- Singen Sie Hamburgisch? Edel-Books, Hamburg 2013, 2. Auflage 2014, ISBN 978-3-8419-0195-8.
- Hallo, hier Hamburg! Edel, Hamburg 2017, ISBN 978-3-8419-0524-6
- Hool dien Muul un sing mit! Wachholtz, Kiel; Hamburg 2021, ISBN 978-3-529-05051-0

## Diskografie (Auswahl)
- 2005: Ebbe un Floot
- 2005: Waterkant und Tüdelband
- 2007: Nix for ungoot seggt he
- 2009: Das große Liederbuch für Mecklenburg-Vorpommern